# Melampyrum doerfleri
Melampyrum doerfleri är en snyltrotsväxtart. Melampyrum doerfleri ingår i släktet kovaller, och familjen snyltrotsväxter.

## Underarter
Arten delas in i följande underarter:
- M. d. doerfleri
- M. d. montenegrinum